# Adolfo Alonso Ares
Adolfo Alonso Ares (Astorga, 1956) es un poeta y pintor español.

## Biografía
Nació en Astorga, provincia de León, en 1956. Con doce años publicó su primer poema en el periódico La Luz de Astorga. Tras un período de silencio, decide volver a escribir y a ofrecer los poemas, pero, al principio, decide leerlos en la intimidad familiar. Pasaba algunos veranos en Valdespino de Somoza, un pueblo maragato al que sigue volviendo para reencontrarse con sus recuerdos y que conjuga los tiempos de la infancia.
Hijo de José María Alonso Lamíquiz y Adela Ares Navedo, quienes le animaron e influyeron en su obra. Su trabajo está marcado por la profunda conexión con su ciudad natal, Astorga, en la que plasma sus recuerdos y en la que observa la naturaleza para explorar temas de incertidumbre. Sus obras incluyen una serie de bestiarios que exploran el paso del tiempo y la fusión de sueños y realidades. A lo largo de su carrera, la poesía y los dibujos se entrelazan, creando un recorrido donde los animales y los elementos oníricos juegan un papel central en su visión artística.
Paralelamente dedicó parte de su vida en la defensa cultural desde el ámbito político. En los últimos años de la década de los ochenta fue alcalde de la ciudad de Astorga. También ha sido asesor de Cultura y Turismo de la Diputación de León y dirigió el Instituto Leonés de Cultura entre los años 2015 y 2019.

## Distinciones y reconocimientos
- Juglar de Fontiveros e hijo adoptivo de Fontiveros (Provincia de Ávila).

- Hijo adoptivo de Val de San Lorenzo (Provincia de León).

- Secretario del Segundo Congreso de Literatura de Castilla y León, celebrado en Burgos del 21 al 24 de octubre de 2003, organizado por el Instituto Castellano y Leonés de la Lengua. Las actas fueron publicadas por la editorial Ámbito, dirigida por Ernesto Escapa.

- Becario de Honor del Colegio Mayor Nuestra Señora de África, Campus de la Universidad Complutense de Madrid, en 2003.

- Ingreso en la Academia de Poesía de Castilla y León, en sustitución del poeta Claudio Rodríguez tras su fallecimiento. Su ingreso tuvo lugar en la sala San Pío del Monasterio del Prado de Valladolid, con la conferencia titulada Un grito que rompe las entrañas, a la que respondió el escritor Antonio Pereira. La contestación de Antonio Pereira puede consultarse en la Biblioteca Digital Antonio Pereira (193.146.101.123.:8383). Valladolid 28 de marzo de 2003.

- En 2012, el profesor Antonio García Montes leyó su tesis doctoral titulada La poesía de Adolfo Alonso Ares dirigida por el catedrático de la Universidad de León Armando López Castro y defendida ante un tribunal presidido por el catedrático José María Balcells Domenech.

- Dedicación del Día de las Letras Leonesas por el Colegio Maristas Champagnat, el 28 de marzo de 2018.

## Obra

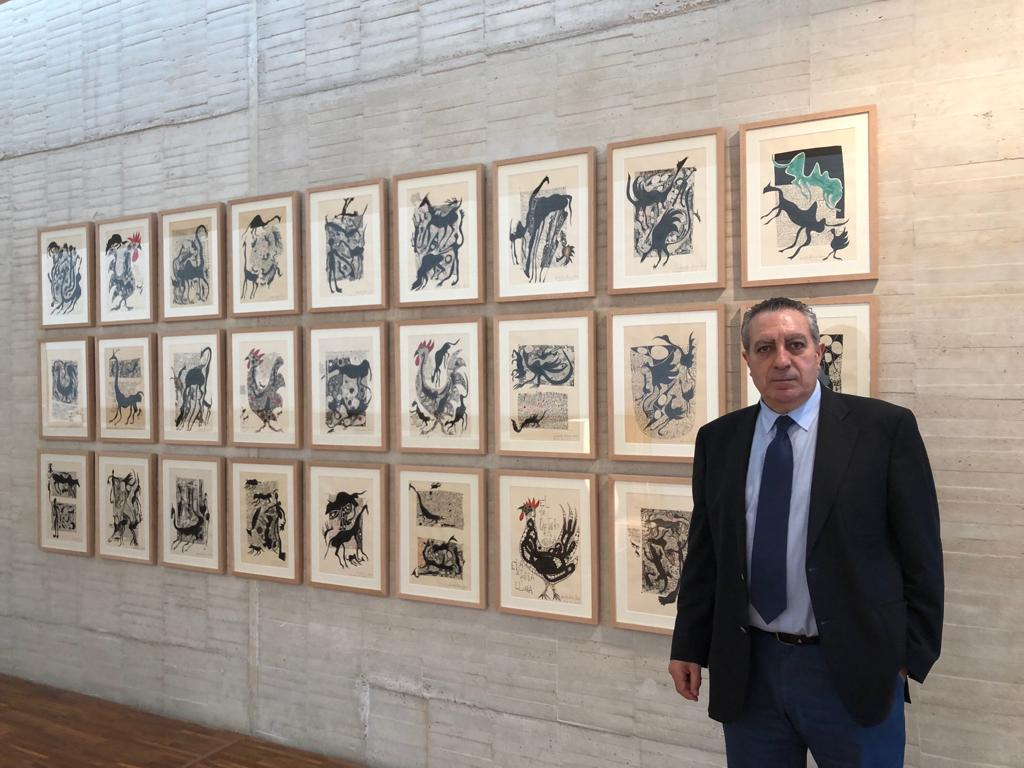
Adolfo Alonso Ares posa con la exposición permanente 'Memorias del fuego' en las Cortes de Castilla y León

- La tez morena, con ilustraciones del pintor Andrés Viloria (Edit. Centro de Estudios Astorganos Marcelo Macías, Astorga 1986).
- Eternas lejanías (Edit. C. de E. A. Marcelo Macías, Astorga 1987).[6]
- Poemas del cobre y de la hierba (Edit. C. E. A M. M. Astorga 1990).
- Símbolos de arena y el libro de las noches (Ayuntamiento de León 1992).
- Fragmentos de Septiembre (Ayuntamiento de Ponferrada 1993).
- Libro de las brujas y los habitantes de las sombras, ilustrado por Enrique Velázquez (Disar ediciones 1994).
- Un renglón infinito, Accésit del Premio de Poesía Rafael Alberti, Puerto de Santa María  1996. Ilustrado por Miguel Rodríguez-Acosta (Colección Provincia, Diputación de león, 1998).
- El vértigo sagrado, Premio de la Feria del Libro de Madrid 1997, portada y dibujos interiores de Eugenio Granell (Editorial Endymión, 1997).[7]
- Diario de la lluvia, con el pintor Álvado Delgado (Ediciones El Sonarbique, Béjar 1998).
- Sombras de un invierno, Premio José Antonio Ochaíta- Provincia de Guadalajara 1998. (Editado por la Diputación de Guadalajara, 1998).
- Alacenas blancas, Premio Fray Luis de León de la Junta de Castilla y León 1999 (Editado por la Junta de Castilla y León, Colección Barrio de Maravillas, 1999).
- Del rojo al negro, con el pintor Luis Feito (Editorial Sial, Madrid 2000).
- El liquen de los robles, Premio Rosalía de Castro (Editorial Follas Novas, Santiago de Compostela, 2000).
- Plegaria de metal - estucos del pasado, Premio Jaime Gil de Biedma 2002, con portada de Rafael Canogar (Editorial Visor, 2002).
- Zoología de los sueños, con ilustraciones de Ramón Villa (Edit. Lobo Sapiens, 2003).
- En San Millán de la Cogolla “de la A a la Z”, poesía para niños, ilustrado por Luisa Vera  (Editorial Everest 2011).
- La lectura “de la A a la Z”, poesía para niños, ilustrado por Luisa Vera (Editorial Everest 2012).
- Donde los ojos miran (Colección Provincia, Diputación de León, 2012).
- Tapiz de la memoria (Edit. Instituto Leonés de Cultura, Diputación de León 2013).
- Hacia el país del aire, Premio de Poesía Vicente Gaos Ciudad de Valencia (Editorial Hiperión, 2013).
- Laberinto, espiral y caracol, Primer accésit del Premio de Poesía Experimental Francisco Pino, Valladolid 2013.
- Cuando duerme la música (Edit. Fundación Jorge Guillén, Diputación de Valladolid, 2014).
- Fabulador del hombre, con el pintor Álvaro Delgado (Edit. Diputación de Valladolid 2014).
- La Música y el frío (poesía visual) (Edit. Lobo Sapiens 2018).
- Leyenda para el sol de los veranos, cuaderno Nº 33 del C. de E. A. Marcelo Macías, Astorga, 2016.
- Leyendas del viento, con el director de cine Fernando Colomo (Editado por la Diputación de Valladolid, 2018).
- Memorias del fuego, (poesía visual) (Editado por las Cortes de Castilla y León y la Fundación Villalar, 2019).
- Manuscrito-bestiario: interpretación ilustrada del Cántico Espiritual de san Juan de la Cruz. (Libro-objeto) (editado por la Fundación Instituto Castellano y Leonés de la Lengua, Burgos 2019).
- En la tierra sin nombre (Amazon, 2020).
- Medina de Riseco de la A a la Z (Zaguán ediciones, 2023).
- El arca de los frascos (editado por la Fundación Conrado Blanco, La Bañeza, 2025).

## Exposiciones de Pintura
Aparte de su faceta como poeta también es un artista visual. Ha realizado las siguientes exposiciones:
Tapiz de la Memoria
- Centro de Arte de la Diputación de León, León 2013. Exposición diseñada por Bauhaus 993

Colección "El Arte del Vino"
- Castillo de Peñafiel (Provincia de Valladolid)
- Palacio de Pimentel (Sede de la Diputación de Valladolid)
- Ayuntamiento de La Seca (Provincia de Valladolid)
- Museo de la Evolución Humana (Burgos)
- Casa de Los Picos (Segovia)
- Palacio de Gaudí de Astorga (León)[8]
- Centro de San Juan de la Cruz de Fontiveros (Provincia de Ávila)

Colección "Sueños de la Luna"
- Centro Cultural Palacio de la Audiencia (Soria)

Colección "Leyenda del Océano"
- Galería Casa Escalante (San José de Costa Rica, 2017)

Colección "Bosque Imaginario"
- Centro de Interpretación La Comunal (Val de San Lorenzo, 2018)

Exposición "Leyendas del Viento"
- Palacio de Pimentel (Sede de la Diputación de Valladolid, diciembre 2018 - enero 2019). De Alonso Ares y el cineasta Fernando Colomo se expuso en El Palacio de Pimentel, sede de la Diputación de Valladolid entre diciembre de 2018 y enero de 2019

Exposición "Color del Silencio"
- Sala de Exposiciones del Teatro Manuel Gullón (Astorga, 2018)

Colección "Leyenda del Otoño"
- Museo de El Bierzo (Ponferrada, 2014)

Colección "Memorias del Fuego"
- Sala de Exposiciones del Palacio de Las Cortes de Castilla y León (Valladolid, 2019)

Colección "La Música y el Frío"
- Sala de Exposiciones del Cazario de La Baña (Provincia de León)
- Sala de Exposiciones del Colegio de Arquitectos de León (2018)

Bestiario y Manuscritos del Cántico Espiritual de San Juan de la Cruz
- Sala de Exposiciones del Palacio de la Isla (Burgos)
- Sala Municipal de Exposiciones del Ayuntamiento de Aranda de Duero
- Centro Cultural de San Francisco de El Burgo de Osma
- Auditorio Municipal de San Francisco de Ávila

Otras Exposiciones
- Biblioteca Asturicense (Exposición: Sus creadores de la ‘A’ a la ‘Z, Primera aproximación del autor Max Alonso, enero 2018)

También ha realizados trabajos como comisario de exposiciones realizadas por el Instituto Castellano y Leonés de la Lengua y el Museo de la Evolución Humana y coordinador de catálogos de los pintores: Ándrés Viloria, Álvaro Delgado, Miguel Rodríguez-Acosta, Amalia Avia, José Hernández, Eugenio Granell, Ramón Villa, Llamas Gil, Luis Feito, Estrada y Félix de Agüero.

## Artículos, colaboraciones e hitos de su obra
- En 1981 obtiene el II Premio Lasaliano de Palencia, siendo el presidente del jurado el poeta José María Fernández Nieto.

- Versos para una primavera (1983): Antología editada en Albacete.

- Ronda Literaria Astorgana (1984, 1986): Organizada por el Centro de Estudios Astorganos Marcelo Macías.

- Participa en el homenaje a la literatura astorgana en la Fiesta de la Poesía de Villafranca del Bierzo (1986), junto a figuras como José Antonio Carro Celada, Luis Alonso Luengo y el obispo de Astorga Antonio Briva Miravent.

- Poesía para vencejos (1989-presente): Encuentro poético anual organizado por Felipe Pérez Pollán en el Castillo de Los Bazán de Palacios de la Valduerna.

- De las ninfas al hombre del saco (1994): Texto sobre su obra escrito por Fulgencio Fernández en La Crónica 16 de León.

- Libro de las brujas (1994): Texto escrito por Marta Prieto Sarro en El Filandón y Diario de León.

- Participa en la coordinación y publicación de El humo de los trenes (1994), con versos de una veintena de poetas y dibujos inéditos de Andrés Viloria.

- Huellas de un camino (1994): Coordinó el catálogo y fue comisario de la exposición con motivo de la inauguración de la Casa del Peregrino en León.

- La soledad de un mundo (1999): Participa en la antología publicada por If Ediciones y la Junta de Castilla y León.

- Astorga y Maragatería en el siglo de León (2002): Obra publicada en Diario de León.

- Participa en el Congreso de poesía castellana (2002), coordinado por el Instituto Cervantes de Rabat.

- Elogio de la poesía (2002): Publicado en Breves de Tierras de León, Instituto Leonés de Cultura.

- En 2003 colabora en el Homenaje a Rafael Alberti, organizando un evento en Andalucía junto al Diario de Córdoba.

- Publica Molinos de Barbadiel, versos a Oliegos (2003), por Ediciones Lobo Sapiens.

- Trayectoria poética de Adolfo Alonso Ares (2008): Trabajo de Armando López Castro publicado en Tierras de León  y Castilla Estudios de Literatura.

- Rebotica (2010): Antología en homenaje a José María Fernández Nieto, con la participación de Alonso Ares.

- Absorción de los colores en la lírica de Alonso Ares (2011): Escrito por José M. Balcells Domenech, publicado en el Servicio de Publicaciones de la Universidad de Murcia.

- Participa en 50 Aniversario de la Cueva de Valporquero (2016), organizado por la Diputación de León.

- La chispa del toreo (2017): Artículo sobre su relación con el mundo taurino en La Nueva Crónica de León.

- Participación en varias conferencias y presentaciones, incluyendo Ricardo Gullón y la Escuela de Altamira  (2017), en el Congreso Internacional Ricardo Gullón, El Teatro Gullón de Astorga.

- Realizó junto a Eugenio Fernández el cartel para las Justas Medievales de Hospital de Órbigo (2018).

- Participa en la presentación de la revista ProMonumenta (2019), en el Teatro Municipal del Ayuntamiento de León (2019), con una dedicación especial a su obra.

- Taller de adultos: Caligrafía y pensamiento (2019): Actividad organizada en el Museo de la Evolución Humana de Burgos, a partir del 11 de julio.

- ¿Alguna vez has visto alguno de mis dibujos? (2019): Texto escrito por la poeta Alba Flores para el libro Memorias del fuego.

- Prólogos de Gonzalo Santonja Gómez-Agero y Alba Flores (2019): Aparecen en el Bestiario para el Cántico espiritual de san Juan de la Cruz, Burgos 2019.

- Geografía de la memoria (2019): Participación en la antología coordinada por Javier Tomé.

- Memorias del fuego (2019): Texto de varios autores sobre la obra y el pensamiento de Alonso Ares.

- El bestiario tan fantástico como realista (2019): Escrito por José Corredor-Matheos para la publicación de Memorias del fuego.

- Autores ganadores en las XVII y XVIII ediciones del Premio de la Crítica de Castilla y León. El premio consistió en una obra de arte del artista leonés Alonso Ares durante los años 2019, 2020 y 2021.

- En la localidad de Santa María del Páramo coloca una escultura en homenaje a los labradores, acompañada de una placa de bronce con un poema que reza: Labrador de esta tierra / consagrado / por otro sol de sueños / dolorido / tus manos / han labrado el campo herido / han ahondado en el campo / y han sembrado / el pan para los hombres / oro y trigo.